# Ндомба, Паскаль
Паскаль Ндомба (англ. Pascal Abel Ndomba; 10 сентября 1983) — танзанийский боксёр профессионал, выступает в тяжёлой весовой категории. Ранее выступал во второй средней и полутяжёлой весовых категориях. За время своей карьеры провёл 6 титульных поединков, в пять из них проиграл, а один завершился ничей. Всего на профессиональном ринге провёл 34 поединка, в 23 выиграл (21 раз досрочно), 9 раз проиграл (7 раз досрочно) и 2 поединка завершились ничейным результатом.

## Карьера
Паскаль Ндомба дебютировал на профессиональном ринге 22 июня 2000 года проиграв судейским решением другому танзанийскому боксёру Георгу Сабуни. 1 января 2016 года провёл вой первый титульный бой, за вакантный пояс чемпиона Танзанийской профессиональной боксёрской комиссии, который завершился в технической ничьей после третьего раунда. 26 марта 2011 года провёл бой за вакантный титул чемпиона Азии в тяжёлом весе по версии WBC против казахского боксёра Исы Арбербаева, поединок завершился техническим нокаутом во втором раунде победой казаха. 15 октября 2010 года провёл поединок против Агрона Дзила за вакантный титул чемпиона мира среди молодёжи в тяжёлом весе по версии IBF, проиграв ему техническим нокаутом в шестом раунде. 1 декабря 2012 года состоялся поединок между Ндомбой и ганским боксёром Бриамахом Камоко, за вакантный титул чемпиона Африки в тяжёлом весе по версии WBO. Камоко победил техническим нокаутом в 7-м раунде. 5 октября 2013 года проиграл техническим нокаутом во втором раунде Викаиту Мероро в бою за титул временного чемпиона Африки в тяжёлом весе по версии WBO.
22 сентября 2018 года проиграл нокаутом во втором раунде немецкому боксёру Фирату Арслану в бою за титул чемпиона мира по версии GBU.